# Onthophagus embrikianus
Onthophagus embrikianus là một loài bọ cánh cứng trong họ Bọ hung (Scarabaeidae).